# George Bogislav von Bonin
George Bogislav von Bonin (* im Dezember 1701; † 27. März 1764 in Köslin) war ein preußischer Richter, zuletzt Präsident des Hofgerichts Köslin.

## Leben
Er war ein Angehöriger des pommerschen Adelsgeschlechts Bonin. Sein Vater Bogislav von Bonin war Landrat im Fürstenthumschen Kreis, seine Mutter Barbara Veronika, geb. von der Osten war eine Tochter des Hauptmanns Otto Christoph von der Osten und der Erdmuthe, geb. von Zitzewitz.
Er besuchte die Schule in Köslin. Ab 1720 studierte er Rechtswissenschaften an der Brandenburgischen Universität Frankfurt und an der Universität Halle. Als Jurist war er zunächst ab 1727 am Schlossgericht in Bublitz tätig, dann ab 1735 als Hofgerichtsrat am Hofgericht Köslin und ab 1737 als pommerscher Regierungsrat. Im Jahre 1749 wurde er als Nachfolger von Ewald Georg von Kleist zum Präsidenten des Hofgerichts Köslin ernannt. Dieses Amt übte er bis zu seinem Tode im Jahre 1764 aus; sein Nachfolger wurde George Friedrich von Broecker.
Er war Erbherr auf Wogenthin, Dargen und Jatzthum. Einen Anteil des Gutes Dargen hatte er von seinem Vater geerbt, den anderen Anteil konnte er 1741 erwerben.
George Bogislav von Bonin war zweimal verheiratet. In erster Ehe heiratete er 1720 seine Cousine Hedwig Sophie, geb. von Bonin († 1743), einer Tochter des Rittmeisters Ulrich Christian von Bonin und der Anna Christine, geb. Riesen. Aus der Ehe gingen sieben Kinder hervor, von denen vier bereits im Kindesalter starben. Nach dem Tod seiner ersten Frau heiratete er 1746 Anna Hedwig, geb. von Natzmer († um 1780) einer Tochter des Dubislav von Natzmer und der Hedwig, geb. von Wolden. Die zweite Ehe blieb kinderlos.
Seinem einzigen überlebenden Sohn, Georg Caspar von Bonin übergab er noch zu seinen Lebzeiten, im Jahre 1753, das Gut Wogenthin. Aus den Gütern Dargen und Jatzthum hingegen sollte nach seinem Testament ein Fideikommiss gebildet werden, dessen erster Inhaber sein Enkel Georg Friedrich Felix von Bonin werden sollte. Doch wurde das Testament im Jahre 1767 durch gerichtliches Urteil aufgehoben, so dass auch Dargen und Jatzthum an seinen Sohn Georg Caspar von Bonin kamen. Sein Enkel Georg Friedrich Felix von Bonin wurde später Landrat des Kreises Dramburg.